# 張惠玉
張惠玉（韓語：장혜옥，1977年2月9日—），韓國退役女子羽毛球運動員，擅長雙打項目。是世界羽毛球錦標賽歷史上最年輕冠軍（18歲108日）。

## 簡歷
1994年，張惠玉搭配沈恩婷贏得日本廣島亞運羽毛球女子雙打金牌。
1995年3月，張惠玉搭配吉永雅贏得全英公開賽女子雙打冠軍。同年5月更贏得世界羽毛球錦標賽女子雙打冠軍。
1996年，她們倆又在亞特蘭大贏得奧運會女子雙打銀牌。

## 主要比賽成績
只列出曾進入準決賽的國際賽事成績：
| 年份   | 賽事                 | 項目     | 拍檔   | 成績 |
| ------ | -------------------- | -------- | ------ | ---- |
| 1993年 | 中國羽毛球公開賽     | 混合雙打 | 柳鏞成 | 亞軍 |
| 1993年 | 香港羽毛球公開賽     | 女子雙打 | 金信英 | 季軍 |
| 1994年 | 中國羽毛球公開賽     | 女子雙打 | 方銖賢 | 亞軍 |
| 1994年 | 香港羽毛球公開賽     | 女子雙打 | 沈恩婷 | 冠軍 |
| 1994年 | 瑞典羽毛球公開賽     | 女子雙打 | 沈恩婷 | 亞軍 |
| 1994年 | 瑞典羽毛球公開賽     | 混合雙打 | 柳鏞成 | 冠軍 |
| 1994年 | 全英羽毛球公開賽     | 女子雙打 | 沈恩婷 | 亞軍 |
| 1995年 | 韓國羽毛球公開賽     | 女子雙打 | 吉永雅 | 冠軍 |
| 1995年 | 中國羽毛球公開賽     | 女子雙打 | 吉永雅 | 亞軍 |
| 1995年 | 全英羽毛球公開賽     | 女子雙打 | 吉永雅 | 冠軍 |
| 1995年 | 世界羽毛球錦標賽     | 女子雙打 | 吉永雅 | 冠軍 |
| 1995年 | 馬來西亞羽毛球公開賽 | 女子雙打 | 吉永雅 | 亞軍 |
| 1995年 | 新加坡羽毛球公開賽   | 女子雙打 | 吉永雅 | 亞軍 |
| 1995年 | 香港羽毛球公開賽     | 女子雙打 | 吉永雅 | 冠軍 |
| 1995年 | 泰國羽毛球公開賽     | 女子雙打 | 吉永雅 | 冠軍 |
| 1996年 | 韓國羽毛球公開賽     | 女子雙打 | 吉永雅 | 冠軍 |
| 1996年 | 日本羽毛球公開賽     | 女子雙打 | 吉永雅 | 冠軍 |
| 1997年 | 瑞士羽毛球公開賽     | 女子雙打 | 金信英 | 季軍 |
| 1997年 | 瑞典羽毛球公開賽     | 女子雙打 | 金信英 | 季軍 |
| 1998年 | 瑞典羽毛球公開賽     | 女子雙打 | 羅景民 | 冠軍 |
| 1998年 | 全英羽毛球公開賽     | 女子雙打 | 羅景民 | 亞軍 |